# Mühlberg (Ellefeld)

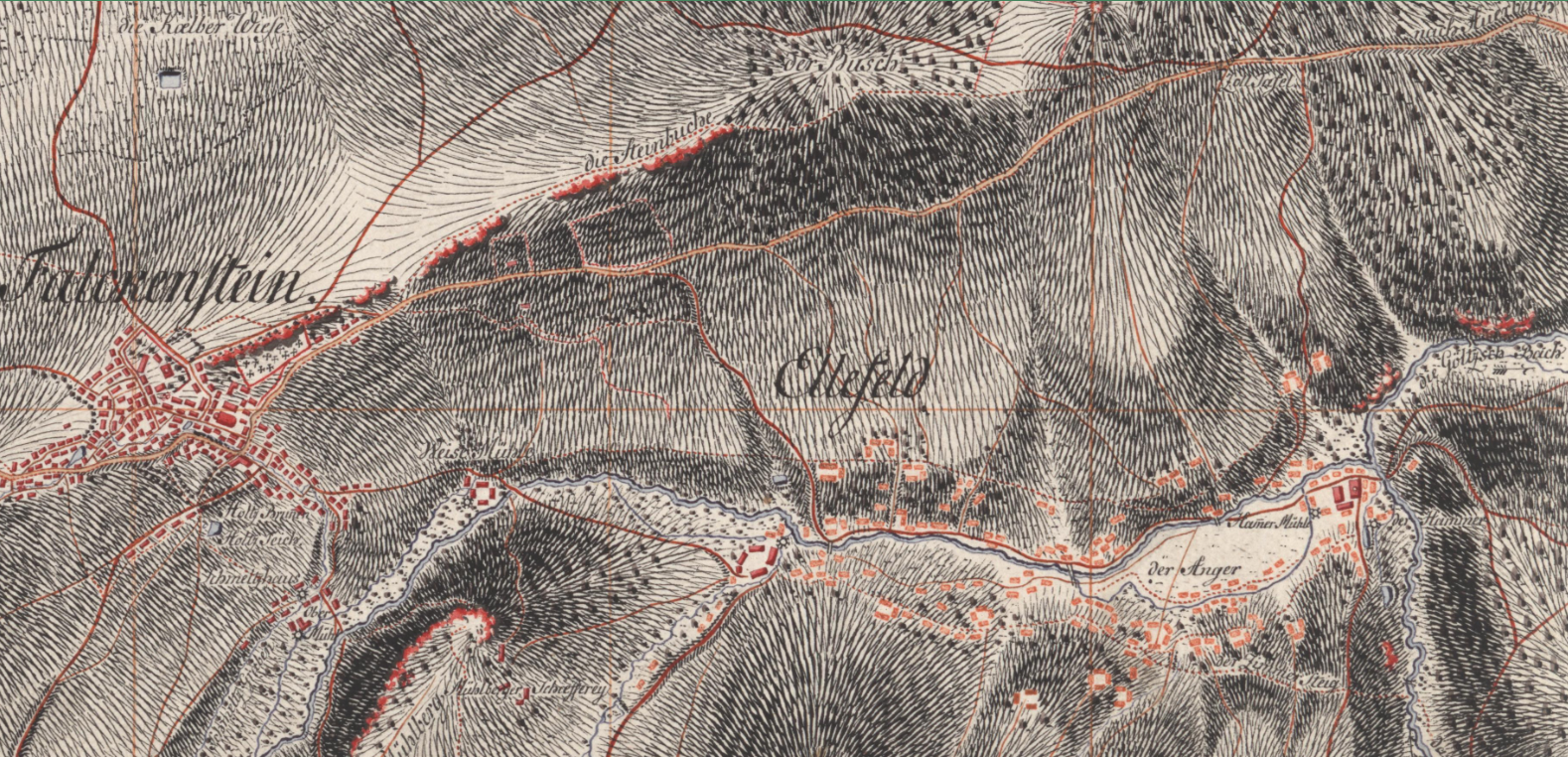
Mühlberg am unteren Bildrand zwischen Ellefeld und Falkenstein

Mühlberg ist eine Ortslage bei Ellefeld im sächsischen Vogtland.
Bei Mühlberg handelt es sich um ein Einzelgut in der Flur Ellefeld. Für 1606, 1764 und 1791 ist ein Rittergut Mühlberg bzw. Muͤhlberg belegt.  Mühlberg liegt im südlichen Teil der flächenkleinen Gemeinde Ellefeld auf etwa 530 m nahe der Gemeindegrenze zu Falkenstein. Zum 1. Dezember 1880 lebten 6 Einwohner in einem Haus. Damals wird die Schäferei Mühlberg als exemtes Grundstück geführt, das zum Rittergut und zur Kirchgemeinde Falkenstein, aber zum Schul- und Postbezirk Ellefeld gehört. Mühlberg bildete gemeinsam mit dem Rittergut Falkenstein einen „selbständigen Gutsbezirk“.
Die Sackgasse Mühlbergweg erinnert an das Gut. Sie beginnt nahe des Oberen Schlosses an der Einmündung der Hammerbrücker Straße auf den Weißmühlenweg.